# Спатово
 Тази статия е за селото в България.  За селото в Гърция вижте Спатово (дем Долна Джумая).  
Спа̀тово е село в Югозападна България. То се намира в община Сандански, област Благоевград.

## Население

### Етнически състав
Преброяване на населението през 2011 г.
Численост и дял на етническите групи според преброяването на населението през 2011 г.:
|                     | Численост |
| Общо                | 110       |
| Българи             | 106       |
| Турци               | -         |
| Цигани              | -         |
| Други               | -         |
| Не се самоопределят | -         |
| Неотговорили        | 4         |

## История
В „Етнография на вилаетите Адрианопол, Монастир и Салоника“, издадена в Константинопол в 1878 година и отразяваща статистиката на населението от 1873 година, Спатово (Spatovo) е посочено като село с 12 домакинства и 40 българи.
В 1891 година Георги Стрезов пише за селото:
| „ | Спакьово, на ЮЗ от Мелник, до едно дере. Далеч 2 1/2 часа от града по един неравен път. Земя добра; наоколо ливади. Църква „Свети Георги“, в която четат гръцки. Къщи 35, само българе. | “ |

Към 1900 година според статистиката на Васил Кънчов („Македония. Етнография и статистика“) населението на селото е 132 души, всички българи-християни.
При избухването на Балканската война в 1912 година 3 души от Спатово са доброволци в Македоно-одринското опълчение.

## Личности
Родени в Спатово
- Георги Константинов, завършил през 1906 г. IV курс на българската семинария в Цариград, работил като учител в Петрич
- Георги Попиванов (1896 – 1923), български комунист
- Петър Андонов, македоно-одрински опълченец, 20-годишен, грамотен, четата на Миладин Тренчев, 11 сярска дружина[7]

Починали в Спатово
- Сава Захариев Попгеоргиев, български военен деец, поручик, загинал през Първата световна война[8]